# سیارک ۲۵۱۱۲
سیارک ۲۵۱۱۲ (به انگلیسی: 25112 Mymeshkovych، نامگذاری:1998RL65) بیست و پنج هزار و صد و دوازدهمین سیارک کشف شده‌است که در ۱۴ سپتامبر ۱۹۹۸ کشف شد.
قدر مطلق سیارک برابر ۱۵.۵ است.